# Кара Ахмед-паша
Дамат Кара (Гази) Ахмед-паша (осман. قره احمد پاشا‎; ум. 1555) —  великий визирь Османской империи. Муж сестры Сулеймана Великолепного, Фатьмы Султан.

## Биография
Ахмед был албанцем по рождению. По девширме он попал в Эндерун, где получил образование. Затем он занимал во дворце должности капиджибаши и мириалема.
В ноябре 1534 года во время  кампании султана Сулеймана против Сефевидов он был капиджибаши.
Позже он стал агой янычар. В этой должности  он участвовал в походе к  Корфу в 1537 году и походе на Молдавию в следующем году
Ахмед-паша  стал  бейлербеем Румелии после смещения великого визиря Лютфи-паши. Он участвовал в кампании против армии Габсбургов, осаждавшей Пешт, в завоевании замков Валпо и Сиклос, осадах Эстергома и Истони, (в результате которых в сентябре 1543 года был взят Белград). В 1544 году он был назначен третьим визирем благодаря успехам в этой операции. Это назначение произошло, когда Рустем-паша стал визирем.
Ахмед-паша, участвовавший во II Иранском походе в 1548 году) в качестве третьего визиря двинулся с фронта с янычарами и сипахами и двинулся на Эрзинджан против шаха Тахмасба. Когда он прибыл сюда, он получил известие, что Шах Тахмасб ушел. Тем временем некоторые силы под его командованием разгромили авангард Сефевидов. Настоящего успеха он добился в своей экспедиции в Грузию в 1549 году. Он выступил 1 Шабана 956 года (25 августа 1549 года), достиг Эрзурума, а оттуда двинулся к замку Тортум. Замок, который он осадил 11 сентября, он захватил в течение двух дней. Затем он захватил Нихак и Акчакале, считавшиеся ключевыми в регионе. Все замки региона Чорух, такие как Камхис, Пенескерд, Анзов, Пертекрек, были завоеваны, и здесь был основан османский санджак. Завершив операцию с большим успехом, Ахмед-паша 24 октября 1549 года вернулся в Диярбекир, где располагался лагерь султана.
После неудачи Сокуллу Мехмед-паши при осаде Тымышвара в 1551 году, падения Липовы (Липпы) и перехода Трансильвании под влияние Габсбургов, Ахмед-паша был назначен сердаром венгерской экспедиции и вторым визирем  22 апреля 1552 года. В этой кампании, направленной на контроль над Трансильванией, он осадил замок Тымышвар. Он захватил Тымышвар, укрепленный замок, защищаемый Лозанчи, 26 июля 1552 года после тяжелой борьбы, продолжавшейся двадцать восемь дней. В письме, которое он отправил в Стамбул, он заявил, что привел 750 солдат из окрестных замков для защиты замка и что Тымышвар следует превратить в бейлербейлик и что он продолжит наступательную операцию. В другом заявлении, в котором он заявил, что он двинулся на замок Соленок и захватил его (4 сентября), он заявил, что в ходе операции он захватил около двадцати замков, а остальные разрушил, кроме пяти, отремонтировал Липову замок и принял меры против Замок Эгри . Ахмед-паше не удалось осадить Эгри, которую он предпринял по совету Будина Бейлербейи Али-паши, и ему пришлось отступить 19 октября. Своей деятельностью здесь он проложил путь к тому, чтобы Трансильвания снова попала под влияние Османской империи. Известно, что он вел также дипломатическую деятельность с габсбургской и венгерской знатью и отправлял им письма .
Нахчыванская экспедиция, начавшаяся в 1553 году, стала поворотным моментом в жизни Ахмед-паши. После того, как Сулейман Великолепный казнил своего сына принца Мустафу 5 октября 1553 года и одновременно уволил великого визиря Рустема-пашу, должность визиря была передана Ахмед-паше в качестве второго визиря. Неизвестно, какие политические расчеты лежат в основе этих внезапных событий и какова была роль в этом Ахмед-паши. Однако ясно, что недовольство в армии было успокоено этим политическим маневром и Ахмед-паша сыграл в этом важную роль. Наступая на Нахчыван, Сулейман Великолепный отправил Ахмед-пашу в Олту с 3-4000 янычар 6 сентября 1554 года после известия о том, что Шах Тахмасб во время своего возвращения напал на племена Чорух . Ахмед-паша, отправившийся в Олту 9 сентября 1554 года, не последовал за ним и вернулся, когда узнал, что шах отступил и провел зиму в Амасье вместе с султаном. Находясь здесь, он вел мирные переговоры с Сефевидами. Он также принял дипломатические делегации, в том числе послов Габсбургов, и встретился с ними. После заключения Амасийского договора он вернулся в Стамбул вместе с султаном.
Первым инцидентом, с которым столкнулся Ахмед-паша в день своего прибытия в Стамбул, была казнь Дюзмедже Мустафы, который утверждал, что он принц Мустафа, а затем был пойман и доставлен в столицу. Вскоре после этого его внезапно казнили, когда он собирался присутствовать на заседании совета 29 сентября 1555 года. В записи, датированной той же датой, говорится, что Рустем-паша в тот день стал великим визирем, Ахмед-паша был задушен внутри, его тело вынесли, а три казначея и обер-сержант пришли к нему домой, пересчитали и изъяли все его имущество. и вещи.
Причина внезапной казни Ахмеда-паши не ясна. Современные источники, Джелалзаде Мустафа Челеби, заявили, что причиной убийства Ахмед-паши, справедливость и героизм которого он восхвалял благодаря своим предыдущим успехам, было то, что он не мог нести бремя должности великого визиря, не справлялся с работой. , был небрежен в исполнении закона, пренебрегал консультациями, не принял необходимых военных мер предосторожности во время Нахчыванской кампании, а значит, и всего Ирана до Исфахана. Он объясняет это упущением возможности завоевания России и не прислушиванием к полезным словам. и слушая слова никчемных людей. Однако очевидно, что эти заявления Челяльзаде отражают официальную точку зрения.
Посол Габсбургов Бусбеке, который также был свидетелем событий, в своем письме от 14 июля 1556 г. заявил, что внезапная казнь визиря удивила всех и передала дошедшие до него слухи по этому поводу. Он пишет, что некоторые люди считают, что Ахмед-паша был очень предан принцу Мустафе и что он тайно поддерживал восстание Дюзмедже Мустафы после его казни и поощрял принца Баязида взойти на трон, в то время как другие говорили, что он был убит, чтобы проложить путь Рустему. Паша снова станет великим визирем.
Он также затрагивает анекдот, позже рассказанный Катибом Челеби, в котором говорится, что, когда Ахмед-паше предложили должность визиря, он взял с Сулеймана Великолепного обещание не быть уволенным, и султан сдержал свое обещание и не уволил его, но убил его, но он, не колеблясь, говорит, что настоящую причину понять невозможно. По его словам, Ахмед-паша принял смертный приговор хладнокровно, не хотел, чтобы палачи его задушили, просил, чтобы кого-то, кого он знает, расправился с тем, кого он знает, и был задушен кем-то, кого он выбрал. Али же говорит, что он был убит с помощью «макр-и зенан» и «биля-син», хотя не было никаких оснований требовать его увольнения. Он утверждает, что жена Сулеймана Великолепного, Хюррем Султан, была обвинена в ложных обвинениях и обезглавлена в результате организованного ею заговора с целью вернуть своего зятя Рустема-пашу на должность визиря, и что даже Шах Тахмасб был удивлен что такой ценный визирь, как Ахмед-паша, был казнен с помощью «макр-и нисван» (Кюнхуль-ахбар, стих 246а).
Хаммер затронул слух, которого нет в османских источниках, заявив, что Дукакин Мехмед-паша, которого Ахмед-паша назначил губернатором Египта, собрал много налогов и отправил в Стамбул гораздо больше, чем сумма, отправленная предыдущим губернатором Семизом. Али-паша. В этой связи Али-паша, второй визирь, заявляет, что его допрашивал султан, что султан, который придерживался мнения, что такая большая сумма может быть собрана только путем жестокости, хотел, чтобы ситуация была расследована, что Ахмед-паша отошел от него после того, как были раскрыты его заговоры против Али-паши, в котором он видел соперника, и что эта ситуация создала хорошую возможность для Рустем-паши и Хюррем-султан
Ахмед-паша, которого считали жертвой тайной борьбы за власть во дворце, был женат на Фатьме Султан, сестре Сулеймана Великолепного.
Хотя в некоторых источниках он указан как брат Рустема-паши, эта информация неверна.
Позже он был назначен визирем
Лала Мустафа-паша была его музахибом.
Лалезар Мехмед Челеби и Оглан Меми Челеби, которые позже станут казначеями и реисюлькюттапом, также прошли обучение у него на службе. Социальный комплекс, состоящий из таких зданий, как мечети, медресе и школы в районе Топкапы, который он начал строить еще при жизни, был завершен после его казни. Он также подготовил учредительный акт для этой благотворительной организации 21 июля 1555 года и оставил управление фондом своему вассалу Фирузу. В учредительном акте имя ни одного члена семьи не упоминается. Его могила находится немного в стороне, на правой стороне мечети, а могила его жены Фатьмы Султан – за пределами гробницы, на левой стороне муваккитанаси. Ни в одной могиле нет надгробных надписей.
Он пробыл в должности около двух лет и в 1555 году был казнён. По одной из версий, причиной казни был заговор Рустема-паши и его тёщи Хюррем-султан: Рустем-паша обвинил Кара Ахмеда — пашу во взяточничестве и добился от Сулеймана I его казни, чтобы вернуть себе должность.
Был женат с 1552 года на дочери султана Селима I Фатьме-султан.
В честь Кара Ахмед-паши была построена мечеть, спроектированная Мимар Синаном, в которой был похоронен он сам, а также его жена.

## Киновоплощения
В турецком телесериале «Великолепный век» роль Кара Ахмеда-паши исполнил известный актер кино Йеткин Дикинджилер.